# Guadalupe Carpio Berruecos
María Guadalupe de los Ángeles Carpio Berruecos (Xalapa-Enríquez, Veracruz, 27 de gener de 1828 - Toluca, Estat de Mèxic, 19 de febrer de 1892) va ser una pintora mexicana.
Va nàixer a Xalapa en 1828, filla de María Guadalupe Berruecos Orozco i Manuel Carpio Hernández, un important metge, poeta i mestre mexicà, gràcies a la influència de qual va poder assistir a l'acadèmia de San Carlos. Va ser deixeble de Rafael Flores i de Miguel Mata. L'11 de desembre de 1849 es va casar amb Martín Francisco Mayora Otaegui, amb qui va tindre 10 fills. Va morir el 19 de febrer 1892 a Toluca.
Guadalupe Carpio va realitzar diferents obres, majoritàriament retrats, que han destacat per la seva gran tècnica artística. Els quadres més coneguts són Retrato de Martín Mayora, el seu marit i Autorretrato con familia, cap d'ells exposat en el segle XIX. En el segon, l'autora mostra el seu enginy en representar el seu marit junt amb la resta de la familia, tot i que es trobava ausent en aquell moment, mitjançant una reproducció de l'obra Retrato de Martín Mayora dins del quadre, de forma que mostra que l'ausència física al quadre, no comportava ausència afectiva.
Guadalupe es va autoretratar treballant, per entrar així en la tradició dels autoretrats ocupacionals i com a creadora de cultura, de forma que desafia la dicotomia d'aquella època dona/natura i home/cultura. En aquesta pintura es pot veure concentrada, amb la mirada desviada i elegantment vestida d'acord amb els estàndards propis de la feminitat de l'època, així, Carpio convida a l'espectador a conèixer el seu món a través de la seva obra.